# Bajaj Auto

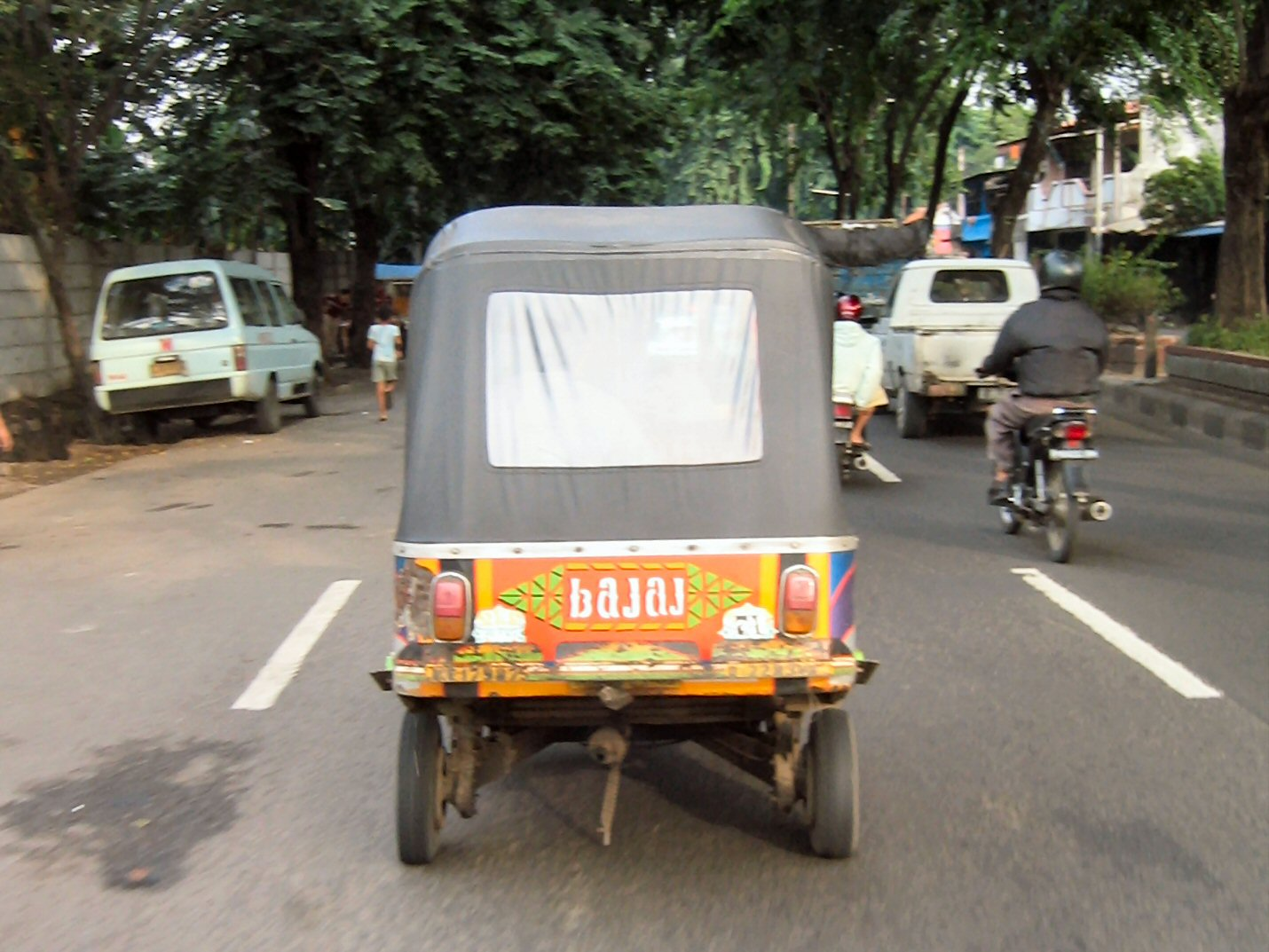
Triciclo della Bajaj

Bajaj Auto Ltd è un'azienda indiana con sede a Pune. 
Bajaj rappresenta il secondo costruttore mondiale di scooter ed il quarto produttore mondiale di motoveicoli (primo dopo le case giapponesi) con oltre 1 milione di unità prodotte all'anno. Contemporaneamente risulta la prima azienda indiana di questo tipo ed è al 1946º posto della classifica di Forbes del 2005

## Storia

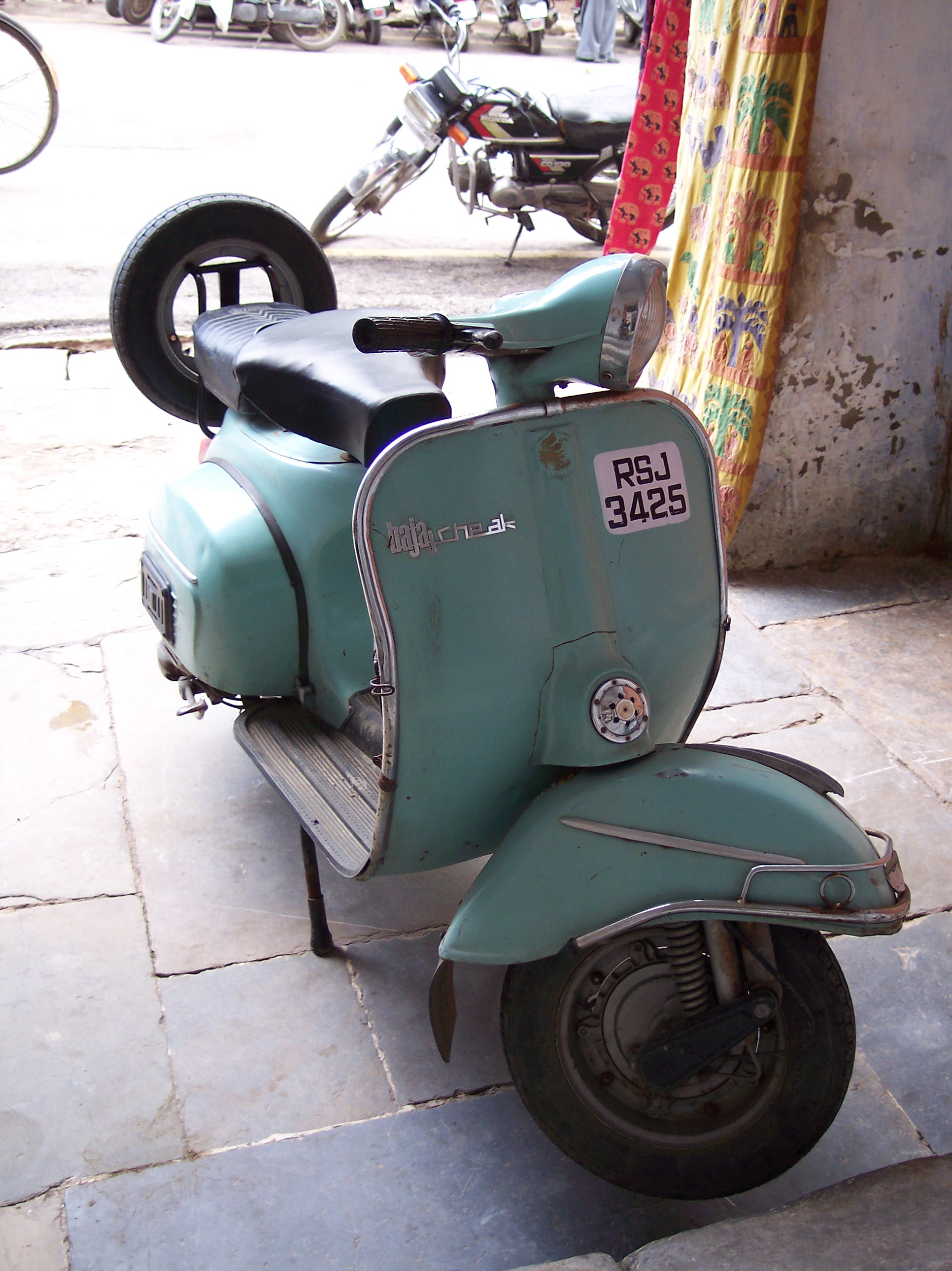
Chetak 150

L'azienda nacque al termine della seconda guerra mondiale come Bachraj Trading Corporation Private Limited con lo scopo di importare motociclette; nel 1959 ottenne l'autorizzazione ad iniziare la produzione in proprio e nel 1960 venne nazionalizzata.
Durante gli anni sessanta l'azienda collaborò con la Piaggio, costruendo su licenza alcuni modelli della Vespa col marchio italiano. Il divorzio fra le due aziende avvenne nel 1971; da quella data Bajaj continuò a produrre col proprio marchio scooter identici alla Vespa, avvalendosi di stampi e macchinari forniti a suo tempo dall'azienda italiana.
Tappe importanti furono la produzione totale di 100.000 motoveicoli avvenuta nel 1970 e il raggiungimento di una produzione di 100.000 esemplari in un solo anno (nel 1977). Quest'ultimo traguardo venne portato a 500.000 pezzi nel 1986 e a un milione nel 1995.
Con queste cifre è leader nel settore degli scooter, motocicli e 3-ruote in India ed esporta attualmente in 53 Paesi di tutto il mondo.
Molto conosciuto  è il modello Chetak 125 e 150, prodotto in diverse varianti fino al 2005, che deriva dalle Vespa prodotte negli anni sessanta, in particolare dai modelli Sprint e da quelli delle serie VNB/VBB .
Alcuni modelli Bajaj furono importati anche in Italia nel corso degli anni novanta e dei primi anni duemila.
Per molti anni ha avuto rapporti di collaborazione con altre aziende asiatiche per la fabbricazione su licenza di vari modelli; tra quelli più importanti con la Daihatsu e la Kawasaki Heavy Industries Motorcycle & Engine.
Nel 2007 ha invece ampliato la sua sfera di azione con l'acquisto di una consistente minoranza delle azioni della casa austriaca KTM con la quale ha stretto anche accordi di cooperazione, sia per la fase progettuale di nuovi modelli, sia per la commercializzazione sul mercato asiatico dei modelli KTM..
Contemporaneamente l'attività aziendale si è rivolta anche al mondo delle quattro ruote con l'intenzione di proporre, in collaborazione col gruppo Renault-Nissan, una concorrente all'auto "low-cost" presentata dalla connazionale Tata Group (la Nano).